# Селище (Володавський повіт)
Селище (або Седлище, Седліще, пол. Siedliszcze) — село в Польщі, у гміні Воля-Угруська Володавського повіту Люблінського воєводства. Населення — 265 осіб (2011).

## Історія
1564 року вперше згадується православна церква в селі.
За даними етнографічної експедиції 1869—1870 років під керівництвом Павла Чубинського, у селі переважно проживали греко-католики, які розмовляли українською мовою.
У 1917—1918 роках у селі діяла українська школа, відкрита 15 вересня 1917 року, у якій навчалося 36 учнів, учитель — K. Лунько.
У 1944—1946 роках у селі діяла українська школа. У 1956 році в місцевій школі було відновлене факультативне вивчення української мови, того року її вивчало 27 учнів, проте наприкінці 1956/1957 навчального року навчання припинилося через побоювання батьків дітей у зв'язку з погіршенням відносин між українським населенням, що повертався зі заслання, і польським.
У 1975—1998 роках село належало до Холмського воєводства.

## Населення
Демографічна структура станом на 31 березня 2011 року:
|          | Загалом | Допрацездатний вік | Працездатний вік | Постпрацездатний вік |
| -------- | ------- | ------------------ | ---------------- | -------------------- |
| Чоловіки | 131     | 25                 | 87               | 19                   |
| Жінки    | 134     | 28                 | 66               | 40                   |
| Разом    | 265     | 53                 | 153              | 59                   |